# G18 (空母)
G18とは、大日本帝国海軍が計画した戦時急造航空母艦。1944年（昭和19年）、マリアナ海戦の敗北後に当時の状況から所要資材と工数を画期的に少なくし、約10ヶ月以内での建造を目標とした空母が計画されたが、戦局の悪化により建造には至らなかった。

## 要目
- 基準排水量：15,500 t
- 公試排水量：18,500 t
- 水線長：208 m
- 水線幅：22 m
- 主缶：艦本式ロ号缶
- 主機：艦本式タービン2基2軸 80,000 hp
- 速力：30ノット
- 兵装：65口径7.6 cm連装高角砲2基、25 mm3連装機銃24基
- 航空機：42機（うち15機は露天繋止）、（格納庫1層、昇降機1基）